# Little Trouble Girl
„Little Trouble Girl“ je druhý singl americké rockové skupiny Sonic Youth k albu Washing Machine. Byl vydán v roce 1995 a hostuje na něm Kim Deal jako zpěvačka.

## Seznam skladeb
CD:
1. „Little Trouble Girl“ (album verze) – 4:29
2. „Little Trouble Girl“ (instrumentální verze) – 3:56
3. „Terry's Carrot“ – 18:21

Vinyl:
1. „Little Trouble Girl“ (album verze) – 4:29
2. „My Arena“ – 2:19
3. „The Diamond Sea“ – 5:15